# 延命院 (荒川区)
延命院（えんめいいん）は、東京都荒川区にある日蓮宗の寺院。山号は寶珠山。本尊は大曼荼羅。旧本山は大本山妙顕寺。莚師法縁。文化財として東京都指定天然記念物の「延命院の大椎」がある。また八百屋お七ゆかりの寺として知られる。

## 歴史
山梨県身延の七面山に百日参籠し、霊夢をこうむり、祈祷法と七面大明神の鱗を授けられた日長が、徳川幕府三代将軍家光から安産の祈祷を命じられ、翌年家綱が誕生したことを受けて建立が許可され、慶安元年（1648年）、江戸幕府旗本小堀政貞の生母で江戸幕府4代将軍徳川家綱の乳母三沢局が開基となり、現在の地に開創された。社殿等は残らず大奥から寄進を受けたとされる。慶安4年の家綱の将軍就任後、徳川家の永代祈願所となり、庇護された。
この寺にある七面大明神（七面天女）は、慶安3年（1650年）身延山久遠寺から勧請されたもので、延命院は谷中七面大明神社（七面社）を管理する別当寺となった。

## 文化財

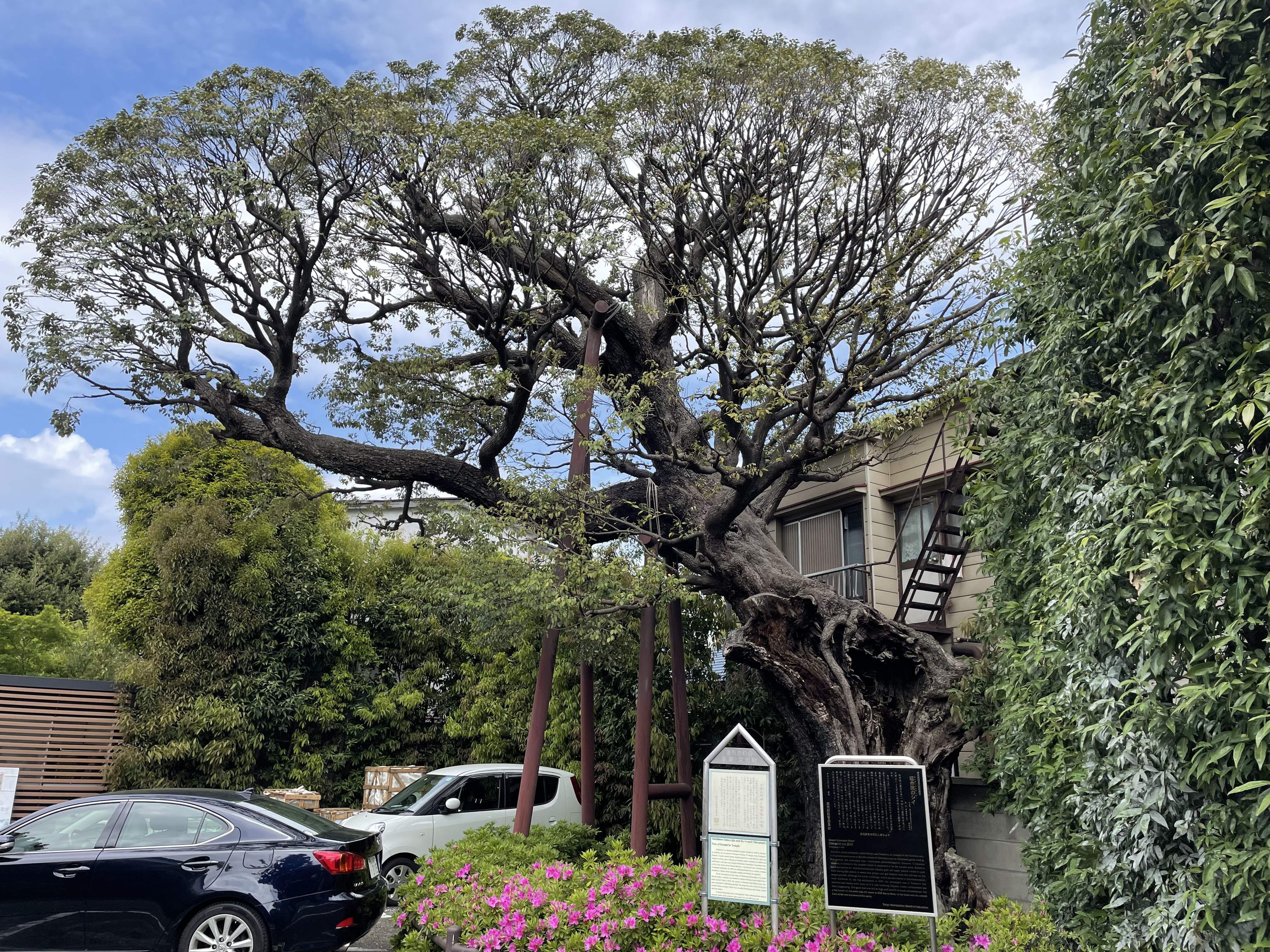
延命院の大椎

- 延命院の大椎 - 樹齢600年以上（東京都指定天然記念物）
- 木造七面明神立像（荒川区登録）
- 板本着色平経正竹生島詣図絵馬（荒川区登録）
- 延命院文書三十一点（荒川区登録）

## 延命院事件
延命院では江戸時代の享和年間に「延命院事件」と呼ばれる江戸中を騒がせる大事件が起こった。
この事件は延命院住職であった日潤の女犯事件であり、相手に大奥の女中が含まれていたため、大奥を巻き込んだスキャンダルとなり、江戸を揺るがせることとなった。日潤は初代尾上菊五郎の子供であったと書かれている本もあり、大変男前であり、話も上手だったと言われている。そのため、女性の信者に大変人気があり、大勢の女性信者が延命院に参詣するようになった。
こうした情報を得た寺社奉行脇坂安董は、取締りを決意するが、大奥も関係していることから安易に動くわけにはいかず、家臣の娘を密偵として延命院に送り込み確かな証拠をつかんでから摘発をした。享和3年（1803）7月29日に日潤は斬罪となり、関係のあった婦女子などもそれぞれ処罰された。
延命院事件は『観延政命談』として脚色されて小説化されたのち、河竹黙阿弥によって歌舞伎として『日月星享和政談』と題し、明治11年東京・新富座で5代目尾上菊五郎の主演で初演された。日潤は歌舞伎では日当となっているため通称「延命院日当」と呼ばれる。
延命院事件に先立つ寛政8年（1796年）8月には吉原遊郭の周囲に検問所を設け、朝帰りの僧侶69人（17歳から60歳）を一斉逮捕し、三日晒の上に寺持ちは遠島、所化は寺から追放という厳しい処分となった。

## 関連資料
- 日蓮宗寺院大鑑編集委員会『宗祖第七百遠忌記念出版 日蓮宗寺院大鑑』大本山池上本門寺 （1981年）
- 「新堀村 七面社別当延命院」『新編武蔵風土記稿』 巻ノ18豊島郡ノ10、内務省地理局、1884年6月。NDLJP:763978/22。